# Меловский
Меловский — хутор в Нехаевском районе Волгоградской области России, в составе Захопёрского сельского поселения. Малая родина Ивана Фёдоровича Сухорукова (1894—1963), Героя Советского Союза (1945).
Население — 8 (2010).

## История
Хутор входил в юрт станицы Провоторовской Хопёрского округа Земли Войска Донского. В 1859 году на хуторе проживали 171 душа мужского и 191 женского пола.
Согласно переписи 1873 года на хуторе проживали 196 мужчина и 204 женщины, в хозяйствах жителей насчитывалось 205 лошаде, 145 пар волов, 456 голов прочего рогатого скота и 1680 овец. Согласно переписи населения 1897 года на хуторе проживали 274 мужчины и 256 женщин. Большинство населения было неграмотным: грамотных мужчин — 90 (32,8 %), женщин — 8 (3,1 %).
Согласно алфавитному списку населённых мест Области Войска Донского 1915 года хутор выделенного надела не имел, на хуторе проживали 330 мужчин и 313 женщин, имелись хуторское правление и школа грамотности.
С 1928 года хутор в составе Нехаевского района Нижневолжского края (впоследствии — Сталинградского края, Сталинградской области, Балашовской области, Волгоградской области). Хутор являлся центром Меловского сельсовета. В 1954 году включён в состав Тушкановского сельсовета (с 1967 года Захопёрского сельсовета).

## География
Хутор расположен в пределах Калачской возвышенности, относящейся к Восточно-Европейской равнине, на высоте около 190 метров над уровнем моря. В окрестностях хутора сохранились байрачные леса. Почвы — чернозёмы обыкновенные
Географическое положение
По автомобильным дорогам расстояние до районного центра станицы Нехаевской — 12 км, до областного центра города Волгограда — 390 км, до ближайшего города Урюпинска — 54 км, до хутора Захопёрский - около 10 км
Часовой пояс
Меловский, как и вся Волгоградская область, находится в часовой зоне МСК (московское время). Смещение применяемого времени относительно UTC составляет +3:00.

## Население
Динамика численности населения по годам:
| 1859 | 1873 | 1897 | 1915 | 1989 | 2002 |
| ---- | ---- | ---- | ---- | ---- | ---- |
| 362  | 400  | 530  | 643  | ≈80  | 17   |

| 2010 |
| ---- |
| 8    |